# Zemský okres Esslingen
Zemský okres Esslingen (německy Landkreis Esslingen) je okres v německé spolkové zemi Bádensko-Württembersko, ve vládním obvodě Stuttgart. Okresním městem je Esslingen am Neckar. V roce 2013 zde žilo 512 279 obyvatel.

## Města a obce
| Města | Obce | |
| --- | --- | --- |
| 1. Aichtal 2. Esslingen am Neckar 3. Filderstadt 4. Kirchheim unter Teck 5. Leinfelden-Echterdingen 6. Neuffen 7. Nürtingen 8. Ostfildern 9. Owen 10. Plochingen 11. Weilheim an der Teck 12. Wendlingen 13. Wernau | 1. Aichwald 2. Altbach 3. Altdorf 4. Altenriet 5. Baltmannsweiler 6. Bempflingen 7. Beuren 8. Bissingen an der Teck 9. Deizisau 10. Denkendorf 11. Dettingen unter Teck 12. Erkenbrechtsweiler 13. Frickenhausen 14. Großbettlingen 15. Hochdorf 16. Holzmaden | 1. Kohlberg 2. Köngen 3. Lenningen 4. Lichtenwald 5. Neckartailfingen 6. Neckartenzlingen 7. Neidlingen 8. Neuhausen auf den Fildern 9. Notzingen 10. Oberboihingen 11. Ohmden 12. Reichenbach an der Fils 13. Schlaitdorf 14. Unterensingen 15. Wolfschlugen |